# 日本カラーデザイン研究所
株式会社日本カラーデザイン研究所（英: Nippon Color&Design research institute inc.　略称NCD）は、色彩の心理的な研究成果の蓄積を武器に、商品開発やトレンド情報を発信する感性情報企業である。

## 概要
1967年に創立され、日本の民間の色彩研究機関としては最も古い企業に属する。配色と感性語を結びつけた「イメージのものさし＝イメージスケール」の開発企業として知られている。

## 事業内容
- 商品開発のための研究事業

プロダクト製品や住宅関連、パッケージなどを中心に、建築・景観分野の色彩計画など客観的なリサーチと情報蓄積に基づいた研究提案を行っている。
- カラーセミナー／研修生活者研究

定期的に開催している各種のセミナーの他、企業向け研修も行っている。
- トレンド資料開発、レポート販売

独自の分析に基づく時代動向予測資料「イメージ情報」の他、オリジナルレポートも開発している。
- システム開発

イメージスケールを使った好みの診断システムやウェブ上で顧客診断が出来る各種システムを開発している。

## 代表的な出版物

### 出版物
- 『配色イメージブック』　講談社、1984年
- 『配色イメージワーク』　講談社、1995年
- 『カラーリスト－色彩心理ハンドブック』　講談社、1997年
- 『配色センスの新開発』　ダヴィッド社、1997年
- 『新編　色彩科学ハンドブック　第2版』　東京大学出版会、1998年

　　（基礎編　第17章　色彩調和論　配色イメージの研究）
- 『カラーシステム』　講談社、1999年
- 『実践カラーデザイン』　講談社、2000年
- 『カラーイメージスケール　改訂版』　講談社、2001年
- ダヴィッド社、2002年
- 『配色歳時記』　講談社、2007年
- 『地域イメージを活かす　景観色彩計画』　学芸出版社、2008年
- 『心を伝える配色イメージ』　講談社、2008年
- 『配色手帳』玄光社、2017年（監修）

### 英訳
- "A Book of Colors"　1987年 Shigenobu Kobayashi Kodansha International
- "Colorist" 　1998年　Shigenobu Kobayashi Kodansha International
- "Color Image Scale"　1991年 　Shigenobu Kobayashi Kodansha International

### 中訳（簡体字）
- 『色彩心理探求』（カラーリスト－色彩心理ハンドブックの中訳）　人民美術出版社、2006年
- 『色彩形象座標』（カラーイメージスケール　改訂版の中訳）　人民美術出版社、2006年
- 『形象配色芸術』（配色イメージワークの中訳）　人民美術出版社、2006年